# Wangtuan, Ningxia
Wangtuan (kinesiska: 王团镇, 王团) är en köping i Kina. Den ligger i den autonoma regionen Ningxia, i den nordvästra delen av landet, omkring 180 kilometer söder om regionhuvudstaden Yinchuan. Antalet invånare är 36 729. Befolkningen består av 18 137 kvinnor och 18 592 män. Barn under 15 år utgör 34 %, vuxna 15-64 år 61 %, och äldre över 65 år 4,0 %.
Genomsnittlig årsnederbörd är 560 millimeter. Den regnigaste månaden är september, med i genomsnitt 116 mm nederbörd, och den torraste är december, med 1 mm nederbörd.